# Black River (dopływ East Branch River John)
Black River – rzeka (river) w kanadyjskiej prowincji Nowa Szkocja, w hrabstwie Pictou, płynąca w kierunku zachodnim i uchodząca do East Branch River John; nazwa urzędowo zatwierdzona 19 stycznia 1961.